# 文章読本 (丸谷才一)
『文章読本』（ぶんしょうどくほん）は、丸谷才一の文章論。

## 刊行書誌
- 中央公論社、1977年9月20日
装丁者名はなし。題字は奥村土牛。『中央公論』（1976年1月号 - 1977年3月号）に連載された文章をまとめたものである。
- 中公文庫（解説大野晋）、1980年9月10日。改版1995年11月18日

当時の『中央公論』編集長の粕谷一希のアイデアにより本作品は生まれた。

## 内容
第一章 小説家と日本語
本文より ： 「明治維新以後の小説家たちの最高の業績は、近代日本に対して口語体を提供したことであつた。日本はこれによつて存続することができたのである。ひよつとすると、これほど一文明に対して貢献した小説家たちは世界文学史において珍しいのではなからうか。」
主な引用文献 ： 谷崎潤一郎『文章讀本』
第二章 名文を読め
本文より ： 「作文の極意はただ名文に接し名文に親しむこと、それに盡きる。事実、古来の名文家はみなさうすることによつて文章に秀でたので、この場合、例外はまつたくなかつたとわたしは信じてゐる。」「人は好んで才能を云々したがるけれど、個人の才能とは実のところ伝統を学ぶ学び方の才能にほかならない。」
主な引用文献 ： 世阿弥『砧』、佐藤春夫『好き友』、石川淳『荷風全集推薦文』、斎藤緑雨『おぼえ帳』
第三章 ちよつと気取つて書け
本文より ： 「実はここに一つ、思つたとほりに書く方法があつて、それは、書くにふさはしいやうにあらかじめ思ふことである。（中略） かう言へば人は騙されたやうに感じて舌打ちするかもしれないが、さう感じるのは何かとてもつもない秘法を期待したせいである。」
主な引用文献 ： 鴨長明『方丈記』、永井荷風『日和下駄』、尾崎一雄『虫のいろいろ』
第四章 達意といふこと
本文より ： 「わたしが明治憲法第一条最大の弱点とするのは、『大日本帝國』でもなければ『萬世一系』でもなく、『天皇之ヲ統治ス』である。この『統治』といふ概念は不分明なことこの上ない。」「主としてこの『統治』の概念が曖昧なため、明治政権は昭和二十年八月に至つて瓦解したと言つても過言ではなからう。すなはちこのチューインガム条項は、何のことはない亡国の文章の見本にほかならない。『文章は經國の大業、不朽の盛事』といふ古来の教へに背くこと、これよりはなはだしきはないと言ふべきだらう。」
主な引用文献 ： 『日本国憲法』、『大日本帝国憲法』、林達夫『旅順陥落』、幸徳秋水『兆民先生』
第五章 新しい和漢混淆文
主な引用文献 ： 『古事記』、藤原定家『明月記』、折口信夫『三矢重松先生歌碑除幕式祝詞』、佐藤春夫『我が回想する大杉榮』
第六章 言葉の綾
主な引用文献 ： 森鷗外『羽島千尋』、谷崎潤一郎『陰翳礼讃』、田村隆一『隠岐』、内田百閒『蘭陵王入陣曲』
第七章 言葉のゆかり
本文より ： 「引用とは本来、他者の言葉を別の時間、別の文脈のなかで引受ける、再現と代理の行為なのである。」
主な引用文献 ： 芥川比呂志『テレビあれこれ』、『源氏物語』、吉田健一『英國の文學』
第八章 イメージと論理
主な引用文献 ： 宇野千代／中里恒子『往復書簡』、大内兵衛『法律学について』、吉行淳之介『戦中少数派の発言』、井伏鱒二『中込君の雀』
第九章 文体とレトリック
本文より ： 「文章とは、渾沌たる現実に迷ひながらであらうとも、しかしそれを、その昏迷をさへも鮮明なかたちで提出するものなのである。その場合、もしその明晰さが結果的に欺瞞となるならば、それは明晰さの質が劣悪なものだつたといふにすぎない。」
主な引用文献 ： 大岡昇平『野火』、ウィリアム・シェイクスピア『THE GLOBE SHAKESPEARE』（W. G. Clark & W. A. Wright編）
第十章 結構と脈略
本文より ： 「われわれが『兵士を送る』に学ぶべきことは多いけれど、その最大のものはこの颯爽たる冒頭にほかならない。それはラテン語のいはゆる『イン・メディアス・レス』（核心から）を思はせる語り口であつた。」
主な引用文献 ： 幸徳秋水『兵士を送る』、堀口大学『お七の火』、坪井忠二『コケコッコー』、夏目漱石『子規の畫』
第十一章 目と耳と頭に訴へる
主な引用文献 ： 吉田秀和『わが相撲記』、竹越与三郎『新日本史』、柳宗悦『朝鮮の木工品』
第十二章 現代文の条件
本文より ： 「西欧の文章には関係代名詞とか関係副詞とか、いろいろ調法なものがある。実は、彼らの文章の多層的な体質、屈曲した構造、まるで螺旋階段のやうに昇つてゆく立体的な構造は、これらの関係詞に負ふところすこぶる大きいのだ。」「われわれが失つた最大のものは、古典主義とでも名づけるしかない何かで、これはおほよそのところ伝統性と趣味性によつて成立つと言つてよい。（中略） そしてこの一世紀の日本は、伝統の否定をはなはだ大がかりに実験したのである。それはほとんど、世界に冠たるくらゐの新しがり方だつたらう。」
主な引用文献 ： 『伊勢物語』、小倉朗『自伝 北風と太陽』、山口剛『火をくぐりて』、エドガー・アラン・ポー『盗まれた手紙』